# Continental Championship Wrestling
La Continental Championship Wrestling fu una federazione di wrestling di proprietà di Ron Fuller, fondata nel 1954 da Roy Welch e Buddy Fuller. Quando Ron Fuller vendette la compagnia a David Woods nel 1988, il nome della società fu cambiato in Continental Wrestling Federation.

## Storia

### Southeastern (1974–1985)
Nel 1974 Ron Fuller rilevò da John Cazana la Southeastern Championship Wrestling di Knoxville, Tennessee. Nel 1977 quando la GCCW chiuse i battenti, egli acquisì anche il controllo dei territori fondati dal nonno e dal padre ed espanse l'area di influenza della SECW in Alabama e Florida. Queste nuove zone furono inizialmente denominate "divisioni sudiste" della SECW e trattate come entità separate nonostante il piano originale fosse quello di scambiarsi a vicenda i talenti ed organizzare show unificati.
Nel giugno 1979, diversi membri del roster e del backstage lasciarono la SECW per contrasti lavorativi con il fratello di Ron, Robert Fuller, che era poco considerato come booker, e maggiormente interessato a gozzovigliare. Guidata da Bob Roop, Ron Garvin, Bob Orton Jr. e Boris Malenko, la All-Star Championship Wrestling combatté una guerra promozionale durata sei mesi per il controllo della zona di Knoxville. Molti dei lottatori che avevano lasciato la SECW entrarono a far parte del roster della International Championship Wrestling di proprietà di Angelo Poffo.
Dopodiché, l'estremità sudorientale di Knoxville subì perdite finanziarie e fu venduta a promozioni come Jim Crockett Promotions e Georgia Championship Wrestling per i successivi cinque anni. Fuller fece quindi di Birmingham la sua estremità principale del territorio, mentre l'estremità di Dothan continuò a prosperare, dando visibilità a future star come The Fabulous Freebirds, stelle nascenti del territorio sulla falsariga di Austin Idol, e le apparizioni di Ric Flair che ogni anno difendeva il NWA World Heavyweight Championship nella zona.

### Continental (1985–1989)

#### Continental Championship Wrestling (1985–1988)
Cinque anni dopo, Fuller decise che era giunto il tempo di espandersi e riacquisì i territori nell'Alabama del sud e nel nord della Florida; con questa espansione il nome della compagnia cambiò in Continental Championship Wrestling. Dopo una fallita negoziazione con la CBS, decise di spostare lo spettacolo televisivo fuori dal piccolo studio nel quale si svolgeva, passando alle grandi arene dove facevano spettacoli in casa per dare alla promozione un aspetto nazionale. Mentre il nome "Southeastern" limitava la promozione a un'atmosfera più regionale, il nome Continental diede ai fan l'impressione che i wrestler della compagnia girassero in tour per tutti gli Stati Uniti, tranne che in Alaska e alle Hawaii.

#### Continental Wrestling Federation (1988–1989)
Nel 1988 il proprietario della WCOV-TV David Woods acquisì il controllo della promozione da Ron Fuller, e la rinominò Continental Wrestling Federation in un ulteriore tentativo di competere con Vince McMahon a livello nazionale, al punto da ottenere un contratto televisivo con il Financial News Network. Le punte andavano in onda ogni lunedì su Sunshine Network, una rete televisiva regionale di sport visibile nel sud est degli Stati Uniti. Dati gli scarsi risultati, l'ultimo show andò in onda il 25 novembre 1989. La promozione chiuse i battenti nel dicembre 1989.

## Lascito
Nonostante molti grossi angle nel corso degli anni, la federazione non ebbe mai una grande copertura mediatica, soprattutto durante i periodi nei quali si chiamava ancora Gulf Coast e Southeastern, questo soprattutto in virtù del fatto che Lee Fields e Ron Fuller ritenevano fosse meglio che le riviste di wrestling non scrivessero della compagnia e spesso non permettevano neanche ai giornalisti l'accesso negli spogliatoi per intervistare i wrestler. Nelle loro intenzioni, questo era per preservare la kayfabe e mantenere l'illusione che il wrestling fosse un vero sport competitivo e non intrattenimento predeterminato. Tuttavia, le cose cambiarono quando la compagnia divenne la Continental Championship Wrestling, e per ottenere notorietà a livello nazionale si incoraggiò la copertura degli eventi da parte dei mass media, soprattutto durante il periodo nel quale la stella della federazione era Eddie Gilbert.
A causa degli elevati costi per la preservazione e archiviazione dei nastri, prima dell'avvento dell'home video negli anni ottanta, gran parte del materiale d'archivio dell'epoca Gulf Coast e Southeastern non esiste più. La maggior parte delle riprese del periodo Continental, invece, è tuttora proprietà di David Woods e della Woods Communications.

## Titoli

### GCCW (1954–1974)
- NWA World Heavyweight Championship
- NWA World Junior Heavyweight Championship
- NWA World Tag Team Championship
- NWA United States Tag Team Championship (Gulf Coast version) (1965–1974)
- NWA Southeastern Heavyweight Championship
- NWA Southern Junior Heavyweight Championship
- NWA Southern Tag Team Championship (Gulf Coast Version) (1955–1967)
- NWA Gulf Coast Heavyweight Championship
- NWA Gulf Coast Tag Team Championship (1967–1977)
- NWA Gulf Coast 6-Man Tag Team Championship (1975)
- NWA Gulf Coast Brass Knuckles Championship (1971)
- NWA Gulf Coast Martial Arts Championship (1975)
- NWA Southeast Alabama Heavyweight Championship (1962–1974)
- NWA Alabama Tag Team Championship (1970, 1977)
- NWA Louisiana Heavyweight Championship (1964–1968)
- NWA Mississippi Heavyweight Championship (1958–1976)
- NWA Mississippi Tag Team Championship (1968–1973)
- NWA Tennessee Tag Team Championship (1967–1977)
- NWA City of Dothan Heavyweight Championship (1973–1977)
- NWA City of Laurel Tag Team Championship (1969–1971)
- NWA City of Mobile Heavyweight Championship (1969–1975)
- NWA City of Pensacola Heavyweight Championship (1970–1975)
- NWA Panama City Heavyweight Championship (1970–1975)

### SECW e CCW (1974–1988)
- NWA World Heavyweight Championship (- 1987)
- AWA World Heavyweight Championship (1987–1988)
- NWA World Junior Heavyweight Championship (- 1987)
- NWA Southeastern Heavyweight Championship
- NWA Southeastern Heavyweight Championship (Southern Division: 1978–1980)
- NWA Southeastern Continental Heavyweight Championship (1984–1987)
- NWA Continental Tag Team Championship (1986–1988)
- NWA Southeastern Television Championship
- NWA Southeastern Tag Team Championship
- NWA Southeastern Continental Tag Team Championship
- NWA Southern Tag Team Championship (Southern Division) (1978–1980)
- NWA Southeastern Brass Knuckles Championship (1983)
- NWA Southeastern United States Junior Heavyweight Championship (1976–1989)
- NWA Southeastern Alabama Heavyweight Championship (1974–1988)
- NWA Southeastern Tennessee Heavyweight Championship (1987–1988)
- NWA Tennessee Tag Team Championship (1967–1977)
- NWA Southeastern 6-Man Tag Team Championship

### CWF (1988–1989)
- AWA World Heavyweight Championship
- CWF Heavyweight Championship
- CWF Tag Team Championship
- United States Junior Heavyweight Championship